# Ribot
Ribot (English National Stud, Newmarket, 27 de fevereiro de 1952 - Darby Dan Farm, Lexington, Kentucky, 17 de abril de 1972), chamado o cavalo do século (XX).  Não conheceu derrota nas pistas de corrida de galope onde competiu.
Foi um Puro Sangue Inglês (PSI) de pelo castanho, de criação de Federico Tesio,  considerado o mago do crossbreeding, tendo elaborado , entre outros cruzamentos, o que gerou Nearco. Tesio , que foi senador na política italiana, costumava dar nome de artistas a seus animais. O nome  Ribot foi dado por Tesio em homenagem a  Théodule-Armand Ribot , que foi um pintor francês dos anos 800s, de grande relevância em sua época. Tesio, que assistira o sucesso de Nearco, morreu antes da campanha de Ribot.
Iniciou sua atividade de reprodutor em 1957, tendo servido na Itália, Inglaterra e Estados Unidos para onde foi arrendado para Darby Dan Farm por 1,35 milhões de dólares. Em 1960 Ribot chegou em Nova Iorque e foi exibido em Belmont Park. O arrendamento inicial era por cinco anos, mas alegando o risco da viagem de retorno à Europa, pelo seu temperamento  irascível ,Darby Dan negociou a permanencia de Ribot nos Estados Unidos até a sua morte. Gerou numerosos campeões como Molvedo e Prince Royal, vencedor do Grand Prix Arc de Trioumphe e ainda  Ragusa, Ribero, Ribocco, Arts and Letters, Graustark, Alice Frey ed Epidendrum.
Está sepultado no cemitério equino Darby Dan, próximo a seus filhos Graustark e His Majesty .
Sua figura está estampada em um selo de 26 cent. de euros emitido pelo correio de San Marino em 2003.

## Pedigree
| Pai Tenerani (ITY) B.1944    | Bellini (ITY) B. 1937         | Cavaliere d'Arpino | Havresac               |
| Pai Tenerani (ITY) B.1944    | Bellini (ITY) B. 1937         | Cavaliere d'Arpino | Chuette                |
| Pai Tenerani (ITY) B.1944    | Bellini (ITY) B. 1937         | Bella Minna        | Bachelor's Double      |
| Pai Tenerani (ITY) B.1944    | Bellini (ITY) B. 1937         | Bella Minna        | Santa Minna            |
| Pai Tenerani (ITY) B.1944    | Tofanella (GB) Ch. 1931       | Apelle             | Sardanapale            |
| Pai Tenerani (ITY) B.1944    | Tofanella (GB) Ch. 1931       | Apelle             | Angelina               |
| Pai Tenerani (ITY) B.1944    | Tofanella (GB) Ch. 1931       | Try Try Again      | Cylgad                 |
| Pai Tenerani (ITY) B.1944    | Tofanella (GB) Ch. 1931       | Try Try Again      | Perseverance           |
| Mãe Romanella (ITY) Ch. 1943 | El Greco (ITY) Ch. 1934       | Pharos             | Phalaris               |
| Mãe Romanella (ITY) Ch. 1943 | El Greco (ITY) Ch. 1934       | Pharos             | Scapa Flow             |
| Mãe Romanella (ITY) Ch. 1943 | El Greco (ITY) Ch. 1934       | Gay Gamp           | Gay Crusader           |
| Mãe Romanella (ITY) Ch. 1943 | El Greco (ITY) Ch. 1934       | Gay Gamp           | Parasol                |
| Mãe Romanella (ITY) Ch. 1943 | Barbara Burrini (GB) Br. 1937 | Papyrus            | Tracery                |
| Mãe Romanella (ITY) Ch. 1943 | Barbara Burrini (GB) Br. 1937 | Papyrus            | Miss Matty             |
| Mãe Romanella (ITY) Ch. 1943 | Barbara Burrini (GB) Br. 1937 | Bucolic            | Buchan                 |
| Mãe Romanella (ITY) Ch. 1943 | Barbara Burrini (GB) Br. 1937 | Bucolic            | Volcanic (Family: 4-l) |